# Cabañas de Ebro (kommun)
Cabañas de Ebro är en kommun i Spanien.   Den ligger i provinsen Provincia de Zaragoza och regionen Aragonien, i den nordöstra delen av landet, 260 km nordost om huvudstaden Madrid. Antalet invånare är 553.